# Krasiczyn
Krasiczyn est une localité polonaise, siège de la gmina de Krasiczyn, située dans le powiat de Przemyśl en voïvodie des Basses-Carpates.